# BIBFRAME

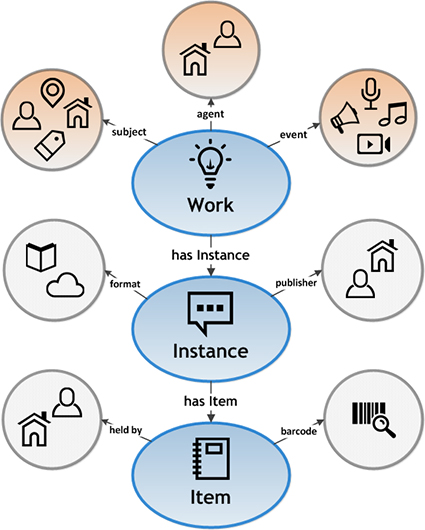
Illustrazione del modello BIBFRAME 2.0, con tre livelli: Work, Instance, and Item

BIBFRAME (Bibliographic Framework) è un modello dei dati per la descrizione bibliografica.  BIBFRAME è stato progettato per sostituire il formato MARC e utilizzare i principi dei linked data per realizzare database bibliografici e cataloghi di biblioteca più utili sia per la comunità bibliografica sia all'esterno di essa.

## Storia
I formati MARC, che BIBFRAME cerca di sostituire, furono sviluppati da Henriette Avram alla Library of Congress nel corso degli anni Sessanta. A partire dal 1971, MARC è divenuto lo standard nazionale per la disseminazione di dati bibliografici e, dal 1973, uno standard internazionale.
In un articolo dal titolo provocatorio, pubblicato nel 2002, l'esperto di tecnologie per le biblioteche Roy Tennant sosteneva che "MARC deve morire", considerando che lo standard era vecchio, utilizzato solo dalla comunità bibliotecaria e progettato a fini di stampa di schede di catalogo, piuttosto che per essere un formato di distribuzione e archiviazione di dati. Secondo un report della Library of Congress pubblicato nel 2008, il MARC è "basato su tecniche per la gestione dei dati vecchie di quarant'anni e non è al passo con i metodi di programmazione odierni".
Nel 2012, la Library of Congress ha annunciato di aver stipulato un contratto con Zepheira, una società per la gestione dei dati, per sviluppare un'alternativa a MARC in ottica linked data. 
Successivamente, la biblioteca ha annunciato un nuovo modello, chiamato MARC Resources (MARCR). In novembre, la biblioteca ha rilasciato una versione più completa dello standard, rinominata BIBFRAME.
La Library of Congress ha rilasciato la versione 2.0 di BIBFRAME nel 2016.